# Harry Houdini
 "Houdini" omdirigeres hertil. For andre betydninger af Houdini, se Houdini (flertydig).
Harry Houdini (født Erik Weisz 24. marts 1874 i Budapest, død 31. oktober 1926 i Detroit) var en ungarsk-amerikansk udbryderkonge og tryllekunstner.
Han emigrerede til USA i 1878 med sine forældre.
Sit oprindelige navn, Erik Weisz, ændrede han til Harry Houdini til ære for den franske tryllekunstner Jean Eugène Robert-Houdin (1805-1871).
I USA blev den 31. oktober (Halloween) i 1927 erklæret for National Magic Day (national trylledag) til minde om Houdini. Derfor optræder amerikanske tryllekunstnere gerne på hospitaler, børnehjem og plejehjem på denne dag.
Hans liv skildres i den amerikanske film Houdini (1953), med Tony Curtis i titelrollen.
Tv-miniserien Houdini fra 2014 havde Adrien Brody i titelrollen.. 